# Puccinia obscura
Puccinia obscura är en svampart som beskrevs av J. Schröt. 1877. Puccinia obscura ingår i släktet Puccinia och familjen Pucciniaceae.   Inga underarter finns listade i Catalogue of Life.